# Ifigenia en Áulide (Scarlatti)
Ifigenia en Áulide (título original en italiano, Ifigenia in Aulide) es un dramma per musica (ópera) en tres actos con música de Domenico Scarlatti y libreto en italiano de Carlo Sigismondo Capece. Se estrenó en el Palacio Zuccari de Roma el 11 de enero de 1713, aunque la fecha no es enteramente segura.

## Historia
En el período desde 1709 hasta 1715 Domenico Scarlatti fue maestro de capilla en Roma de la reina de Polonia; fue una época en la que el compositor fue prolífico en óperas, de las cuales dedicó dos a la figura de Ifigenia de Eurípides. Se representaron ambas por vez primera en el año 1713 en Roma, en el teatro pruvado de la reina María Casimira de Polonia en el Palacio Zuccari, en la plaza Trinità dei Monti.
Ifigenia en Áulide, basada en Ifigenia en Áulide de Eurípides; le siguió, el 15 de febrero del mismo año, Ifigenia en Táuride.
El libreto, como aquellos otros del período romano de Scarlatti, se deben a Carlo Sigismondo Capece, literato y secretario de la reina María Casimira, mientras que las escenografías se debieron a Filippo Juvarra, el más importante escenógrafo y arquitecto teatral de la época.
Las óperas de Domenico Scarlatti son difíciles de representar por cuanto los cantantes eran a menudo castrados y por lo tanto, la escritura vocal se adaptaba a las específicas características de estos cantantes.
Parece que Ifigenia en Áulide no tuvo un particular éxito, aunque la partitura, como la de la otra Ifigenia de Scarlatti, se ha perdido, y no se dispone de ninguna opinión por parte de los contemporáneos.